# Jefferson Sabino
Pour les articles homonymes, voir Sabino (homonymie).
Jefferson Dias Sabino (né le 4 novembre 1982 à Guarulhos) est un athlète brésilien, spécialiste du triple saut.

## Carrière
Il a sauté 17,22 m en mai 2006 à Belém, puis 17,28 m (+ 1,50 m/s de vent) à São Paulo en avril 2008. Il obtient une médaille de bronze aux championnats d'Amérique du Sud de 2011 avec 16,45 m, après deux médailles d'or.

## Palmarès
| Date | Compétition                    | Lieu                 | Résultat | Marque  |
| ---- | ------------------------------ | -------------------- | -------- | ------- |
| 2004 | Championnats ibéro-américains  | Huelva               | 3e       | 16,16 m |
| 2005 | Championnats d’Amérique du Sud | Cali                 | 1er      | 16,24 m |
| 2006 | Championnats d’Amérique du Sud | Tunja                | 5e       | 15,45 m |
| 2006 | Championnats ibéro-américains  | Ponce                | 1er      | 16,81 m |
| 2007 | Championnats d’Amérique du Sud | Sao Paulo            | 1er      | 16,68 m |
| 2007 | Jeux panaméricains             | Rio de Janeiro       | 4e       | 16,81 m |
| 2009 | Championnats d’Amérique du Sud | Lima                 | 1er      | 16,38 m |
| 2011 | Championnats d’Amérique du Sud | Buenos Aires         | 3e       | 16,45 m |
| 2011 | Jeux mondiaux militaires       | Rio de Janeiro       | 1er      | 16,89 m |
| 2011 | Jeux panaméricains             | Guadalajara          | 3e       | 16,51 m |
| 2012 | Championnats ibéro-américains  | Barquisimeto         | 2e       | 16,70 m |
| 2013 | Championnats d’Amérique du Sud | Carthagène des Indes | 1er      | 16,73 m |
| 2014 | Jeux sud-américains            | Santiago             | 2e       | 16,44 m |
| 2015 | Jeux panaméricains             | Toronto              | 5e       | 16,43 m |

## Records
| Épreuve          | Épreuve      | Performance | Lieu               | Date           |
| ---------------- | ------------ | ----------- | ------------------ | -------------- |
| Saut en longueur | En plein air | 7,54 m      | São Caetano do Sul | 15 avril 2000  |
| Triple saut      | En plein air | 17,28 m     | São Paulo          | 25 avril 2008  |
| Triple saut      | En salle     | 17,06 m     | Samara             | 4 février 2006 |